# Sebastian Anefal
Sebastian Anefal, né le 21 janvier 1952 à Guror (Gurur), Gilman (Îles Yap), est un homme politique micronésien.

## Biographie
Il est, d’octobre 1995 à janvier 1998, ministre des ressources et du développement, puis de janvier 1998 au 5 septembre 2003, ministre des affaires économiques, avant d'occuper la fonction de ministre des affaires étrangères du 5 septembre 2003 au 29 juin 2007.
Il est gouverneur de l’État de Yap du 8 janvier 2007 au 12 janvier 2015. Il est ambassadeur de son pays auprès des Fidji depuis 2016.